# Johs Akkerhaugen
Johannes „Johs“ Akkerhaugen (* 11. August 1939 in Akkerhaugen, Telemark) ist ein norwegischer Bogenschütze.
Akkerhaugen begann seine Karriere in seinem Heimatort beim Akkerhaugen Bueskytterklubb. Später wechselte er zu den Oslo Bueskyttere und nahm an den Olympischen Spielen 1972 in München teil und beendete den Wettkampf im Bogenschießen auf Rang 36. Während seiner aktiven Sportlerlaufbahn stellte Akkerhaugen einen neuen Weltrekord, sowie rund 45 nationale, norwegische Rekorde in diversen Disziplinen des Bogenschießens auf. Von 1975 bis 1978 war er vier Mal in Folge norwegischer Meister.